# Antun Badurina
fra Antun Badurina (Lun na otoku Pagu, 16. siječnja 1947.), hrvatski je franjevac trećoredac i hrvatski pjesnik. Brat biskupa Srećka Badurine.

## Životopis
Fra Antun Badurina rođen je u Lunu na otoku Pagu, 1947. godine. Osmogodišnju školu pohađao je u Lunu i Zagrebu, a srednju školu za spremanje svećenika u Zadru.
Redovničke zavjete položio je 1964. godine godine na Krku.
U svećenički red zaređen je u Zagrebu 1974. godine.
Diplomirao na KBF-u u Zagrebu 1984. godine.
Do sad je objavio šest književnih djela među kojima ističemo "Zavjetrina na vjetrometini"  (1997. godine), koja daje svojevrsni pregled događaja za vrijeme Domovinskog rata u Zadru te "Pred izazovom obraćenja " 2001.g.

U suradnji s pokojnim dr. Srećkom Badurinom (12. svibnja 1930. – 17. rujna 1996.), izdaje knjigu  "Naš Papa", prigodom beatifikacije Ivana Pavla II.
Živi i radi u franjevačkom samostanu sv. Franje na Krku gdje obnaša službu gvardijana.
Iz već spomenute knjižice  Zavjetrina na vjetrometini; izdvajamo sljedeće citate i napominjemo kako se ne radi samo o pregledu Domovinskog rata u Zadru, već i o smjernicama kvalitetnog života koji ne obuhvaća samo materijalno nego i duhovno...

## Citati fra Antuna Badurine
- "Očevidna je razlika između majke koja svojom simbiotskom i slijepom ljubavlju guši i kvari djecu od one koja umješnošću nježne blizine i jednako brižne distance odgaja za život."
- "Naći se u nekoj stvarnosti s ranjenim nadama i srušenim iluzijama znači najčešće ostati bez riječi."
- "Naša gorčina zna biti otrovna, a zbunjenost iskrena"
- "Nije potrebno lunjati uzduž i poprijeko meridijana i paralela da bi se našlo svoj Emaus..."
- "Samo je Božja stvar koliko će trajati oluja."
- "Biti dobar kršćanin ne znači stoga vrtjeti se oko sebe i zbrajati neprekidno svoje grijehe,  biti njima fasciniran-oni se povjeravaju Bogu i ostavljaju njegovu milosrđu - nego planirati što još dobroga danas mogu učiniti. Dobro djelovanje povratno i blagotvorno liječi našu misao - ispunja ju nadom i pouzdanjem."
- "Kritika nam je doista potrebna, ali osposobljenost za nju stječe se samo preko samokritike i ljubavi za one koje kritiziramo ili makar preko poslušnosti Bogu bez obzira na raspoloženje naše nutrine. Sve mimo toga je komodno kritizerstvo i puko ogovaranje koje razotkriva nas same često više nego druge."

## Knjige
Napisao je, priredio i uredio knjige:
- Zavjetrina na vjetrometini, 1997., ISBN 9536172542[6]
- Sugovornik vremena - monografija 1997. (autor Srećko Badurina, priredio Antun Badurina), ISBN 9536163349
- Iskoni be slovo: zbornik radova o glagoljici i glagoljašima zadarskog kraja i Crkvi svetog Ivana Krstitelja - monografija 2001. (urednik), ISBN 9539769132 (Provincijalat franjevaca trećoredaca), ISBN 9531513619 (Kršćanska sadašnjost)
- Naš Papa, 2011. (suautor Srećko Badurina, ISBN 9789532092295[7])
- Stopama pastira - monografija 2012. (autor Srećko Badurina; Antun Badurina sabrao i uredio ), ISBN 9789533090160
- Sedam Božića (2021.), priče [8]

## Članci
Objavio je članke u Zadarskoj smotri, Glasju i inima. Pisao je o Ivi Mašini, Serafinu Mičiću i inima.